# Jerrod Mustaf
Terrah Jerrod Mustaf (Whiteville, Carolina del Norte, 28 de octubre de 1969 - 28 de octubre de 2024) fue un jugador de baloncesto estadounidense que jugó cuatro temporadas en la NBA, además de hacerlo en la liga griega, la liga francesa, la liga ACB, en Polonia y en Turquía. Con 2,08 metros de altura ocupaba la posición de ala-pívot.

## Trayectoria deportiva

### Universidad
Tras haber disputado en 1988 el prestigioso McDonald's All American Game, jugó dos temporadas con los Terrapins de la Universidad de Maryland, en las que promedió 16,6 puntos y 7,7 rebotes por partido. En su primera temporada rompió el récord que hasta entonces tenía John Lucas, siendo el novato de los Terrapins que más puntos promedió en su primera temporada, con 14,3, por los 14,2 de Lucas. Al año siguiente lideró a su equipo en anotación, con 18,5 puntos por partido, siendo incluido en el tercer mejor equipo de la Atlantic Coast Conference.

### Profesional
Fue elegido en la decimoséptima posición del Draft de la NBA de 1990 por New York Knicks, donde jugó su primera temporada como profesional haciendo las labores de suplente de Charles Oakley. Acabó promediando 4,3 puntos y 2,7 rebotes por encuentro. Antes del comienzo de la temporada 1991-92 fue traspasado a Phoenix Suns junto con Trent Tucker y dos futuras rondas del draft a cambio de Xavier McDaniel. En los Suns jugó 3 temporadas, pero siempre a la sombra de otros jugadores en su mismo puesto, como Tom Chambers, A.C. Green o Charles Barkley. Fue cortado antes del comienzo de la temporada 1994-95, probando fortuna en los Charlotte Hornets y en Seattle Supersonics, pero ninguno de los dos equipos se quedó con el jugador.
Decidió entonces irse a jugar al baloncesto europeo, fichando por el PAOK Salónica de la liga griega, con quienes ganó la Copa de Grecia. Al año siguiente fichó por el Festina Andorra de la liga ACB, donde en 7 partidos que disputó promedió 19.8 puntos y 7,7 rebotes. Esta actuación le sirvió para que en la temporada 1996-97 fuera fichado por el FC Barcelona, a quienes ayudó con 14,2 puntos y 6,9 rebotes por partido a conseguir el título de liga derrotando en la final al Real Madrid. Jugó una temporada más en el Barça, en la que promedió 12,1 puntos y 6,3 rebotes.
En 1998 fichó por el Paris Saint Germain Racing de la liga francesa, donde jugó una temporada antes de irse al Sopot Trefl SSA de Polonia, para acabar retirándose en el Izmir Altayspor de la liga turca.

## Estadísticas de su carrera en la NBA

### Temporada regular
| Temp.   | Edad | Equipo   | Liga | P   | TIT | MIN  | TC  | TCA | %TC  | 3P | 3PA | %3P  | TL  | TLA | %TL  | R.OF. | R.DEF. | REB | ASIS | ROB | TAP | PER | FP  | PTS |
| 1990-91 | 21   | New York | NBA  | 62  | 5   | 825  | 106 | 228 | .465 | 0  | 1   | .000 | 56  | 87  | .644 | 51    | 118    | 169 | 36   | 15  | 14  | 61  | 109 | 268 |
| 1991-92 | 22   | Phoenix  | NBA  | 52  | 3   | 545  | 92  | 193 | .477 | 0  | 0   |      | 49  | 71  | .690 | 45    | 100    | 145 | 45   | 21  | 16  | 51  | 59  | 233 |
| 1992-93 | 23   | Phoenix  | NBA  | 32  | 9   | 336  | 57  | 130 | .438 | 0  | 1   | .000 | 33  | 53  | .623 | 29    | 54     | 83  | 10   | 15  | 11  | 22  | 40  | 147 |
| 1993-94 | 24   | Phoenix  | NBA  | 33  | 2   | 196  | 30  | 84  | .357 | 0  | 0   |      | 13  | 22  | .591 | 20    | 35     | 55  | 8    | 4   | 5   | 10  | 29  | 73  |
| Total   |      |          | NBA  | 179 | 19  | 1902 | 285 | 635 | .449 | 0  | 2   | .000 | 151 | 233 | .648 | 145   | 307    | 452 | 99   | 55  | 46  | 144 | 237 | 721 |

### Playoffs
| Temp. | Edad | Equipo   | Liga | P  | MIN | TCA | TC | 3PA | 3P | TLA | TL | R.OF. | REB | ASIS | ROB | TAP | PER | FP | PTS | %TC  | %3P | %FT  | MIN | PTS | REB | AST |
| 1991  | 21   | New York | NBA  | 3  | 22  | 4   | 5  | 0   | 0  | 4   | 5  | 3     | 5   | 0    | 0   | 1   | 1   | 2  | 12  | .800 |     | .800 | 7.3 | 4.0 | 1.7 | 0.0 |
| 1993  | 23   | Phoenix  | NBA  | 7  | 10  | 3   | 5  | 0   | 0  | 0   | 0  | 0     | 2   | 0    | 0   | 1   | 0   | 0  | 6   | .600 |     |      | 1.4 | 0.9 | 0.3 | 0.0 |
| Total |      |          | NBA  | 10 | 32  | 7   | 10 | 0   | 0  | 4   | 5  | 3     | 7   | 0    | 0   | 2   | 1   | 2  | 18  | .700 |     | .800 | 3.2 | 1.8 | 0.7 | 0.0 |

## Vida personal
Su padre, Shaar Mustaf, autodenominado activista y ferviente partidario de los Panteras Negras, comprendía la dinámica del poder y las estrategias de negociación. Por eso, a finales de los ochenta, sabía que partía con ventaja cuando su hijo, se convirtió en uno de los mejores jugadores de baloncesto de secundaria del país. Por lo que, cuando un ejército de reclutadores llegó a su casa para presentarles sus programas, Shaar y Jerrod les pidieron que primero respondieran a una serie de preguntas, como: ¿Qué porcentaje del profesorado de su universidad está formado por negros? o ¿Qué porcentaje de estudiantes negros se gradúan? En total eran 10 preguntas, cada una diseñada "para obtener una imagen más completa de la vida en su universidad". Shaar, decidió el futuro de su hijo y acabó comprometiéndose con Maryland, en su patio trasero, con el entrenador y el canciller de la universidad, ambos negros.

### Malos tratos
En la universidad, Jerrod supuestamente agredió y amenazó a una novia a la que había dejado embarazada. La acusación fue retirada; pero admitió haber zarandeado a la mujer aunque negó saber que estaba embarazada. 
En Phoenix supuestamente se peleó con su entonces prometida, Psasha Luke, cuando ella estaba embarazada de ocho meses, y disparó un arma a través de una pared cercana a ella. La disputa comenzó cuando Luke recibió una carta de una mujer de Florida en la que afirmaba que Mustaf era el padre de su hijo. La policía presentó una denuncia por agresión, que posteriormente fue retirada. 
Luke dio a luz y volvió a quedarse embarazada un año más tarde, pero abortó, según declaró a los investigadores, después de que Mustaf volviera a amenazarla. Más tarde tuvo un segundo hijo con Mustaf. Poco después, obtuvo una orden de alejamiento contra él.

### Agresión a su primo
Jerrod invitó a un primo mayor, Levonnie Wooten, a vivir y trabajar para él en 1991. Levonnie acababa de salir de la cárcel en Carolina del Norte, donde había cumplido 14 meses por cargos relacionados con drogas. Con veintitantos años y tratando de rehacer su vida, estaba agradecido por un nuevo comienzo. Pero en marzo de 1993 los dos primos discutieron en la librería por una factura y Wooten afirmó que Mustaf le había golpeado en la cabeza con un teléfono. La policía acusó a Mustaf de agresión con agravantes y Wooten interpuso una demanda civil. También dejó de trabajar en la librería y abandonó la residencia de Mustaf, mudándose con su novia, Monique Harris, a casa del primo de ésta, Keith Rucker, tackle defensivo de los Phoenix Cardinals.

### Presunto asesinato
En abril de 1993 su amante, Althea Hayes de 27 años, le dijo que esperaba un bebé suyo. Jerrod intentó que abortara, pero Althea se negó. Luego le ofreció $5.000 para terminar el embarazo, pero de nuevo se negó. Amigos, familiares y hasta dos enfermeras afirmarían que Althea se sentía amenazada.
El 18 de junio, tras el quinto partido de las finales de la NBA, mantuvieron una conversación telefónica que, según los registros obtenidos por Sports Illustrated indican que hablaron durante ocho minutos y -según los informes de los investigadores- Althea le confirmó sus planes de seguir adelante y quedarse con el bebé. Jerrod se describiría en esos mismos informes como "muy enojado", hasta el punto de elegir sentarse solo en el vuelo a Arizona.
El sábado 24 de julio, el padre de Althea, Alvin Hayes, estaba preocupado porque hacía dos días que no sabía nada de su hija, así que se personó en su apartamento, en el suburbio de Glendale, en Phoenix, y en el suelo de su habitación, encontró su cuerpo en posición fetal y en estado de descomposición. Althea llevaba dos días muerta y había recibido cuatro disparos, dos de ellos en la nuca.
En 1996 se celebró el juicio por el asesinato, en el que LeVonnie Wooten de 29 años (26 en el momento del crimen) y primo de Jerrod, sería condenado a cadena perpetua por asesinar a Althea estando embarazada de tres meses.
Durante el juicio sobrevoló la posibilidad de que Jerrod hubiese orquestado el asesinato, pero a pesar de los indicios nunca se pudo demostrar y no se enfrentaría a cargos.

### Labor social
Afincado en el condado de Prince George (Maryland), Mustaf ha pasado la mayor parte de su vida adulta trabajando con (y ahora dirigiendo) Take Charge, un programa social, que creó su padre, diseñado para mantener a los adolescentes locales -la mayoría varones, la mayoría afroamericanos- fuera del sistema de justicia penal. Motivo por el cual, el 14 de enero de 2017, los Washington Wizards le hicieron entrega del Wizards Care Community Assist Award, por "su ejemplar nivel de dedicación y compromiso con la comunidad".
También abrió una librería, Moostaf's Connection, centrada en afroamericanos en la zona sur de Phoenix que llenó de camisetas de Malcolm X y memorias de personajes como W.E.B. DuBois y Frederick Douglass. La tienda le permitió poner en marcha un programa de alfabetización y dar trabajo a sus amigos y a otros jóvenes afroamericanos.

### Fallecimiento
Falleció el 28 de octubre de 2024, el día que cumplía 55 años. En ese momento su hijo Jaeden, era integrante de los Yellow Jackets de la universidad de Georgia Tech.